# Fangchengbao

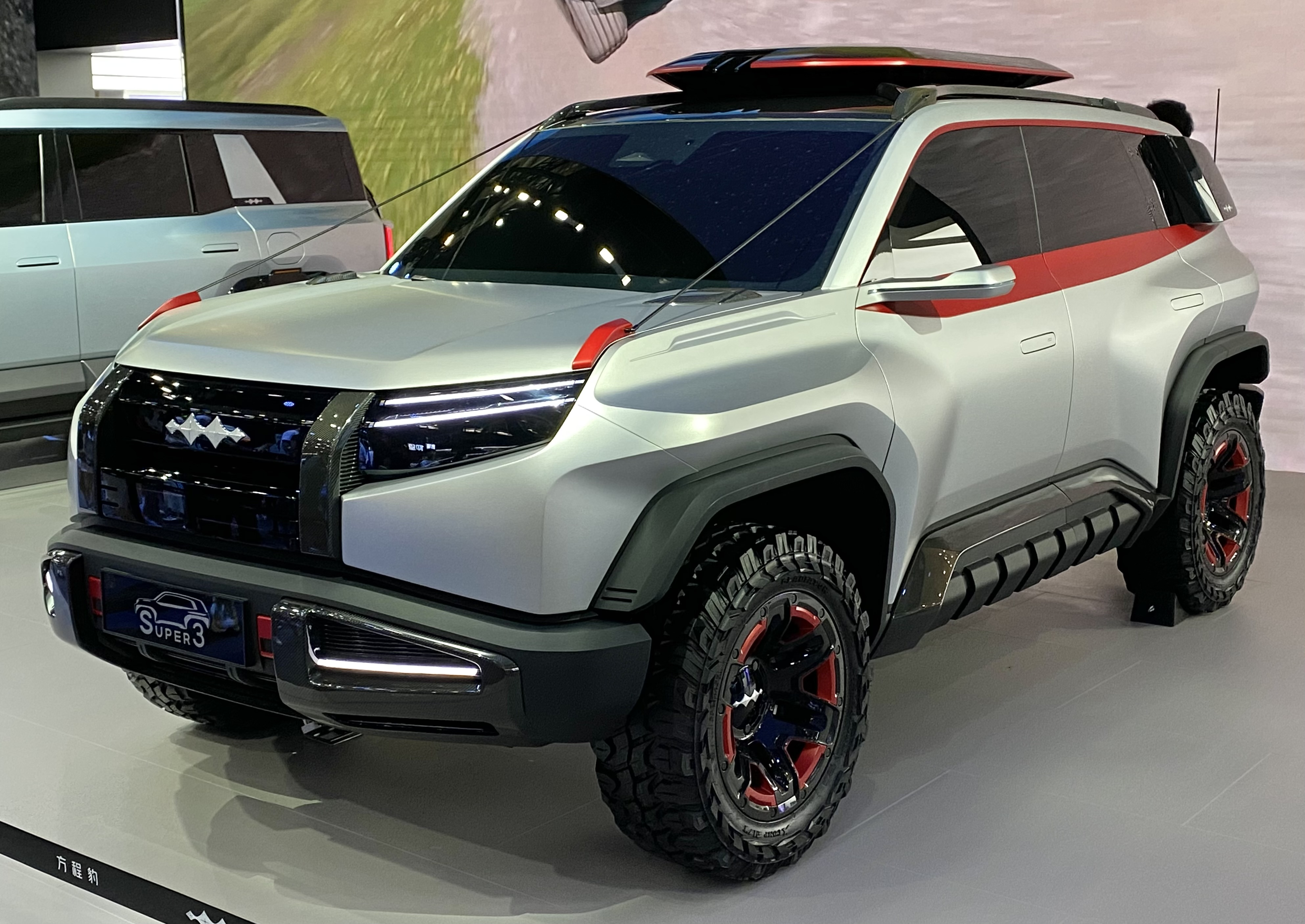
Fangchengbao Bao 3

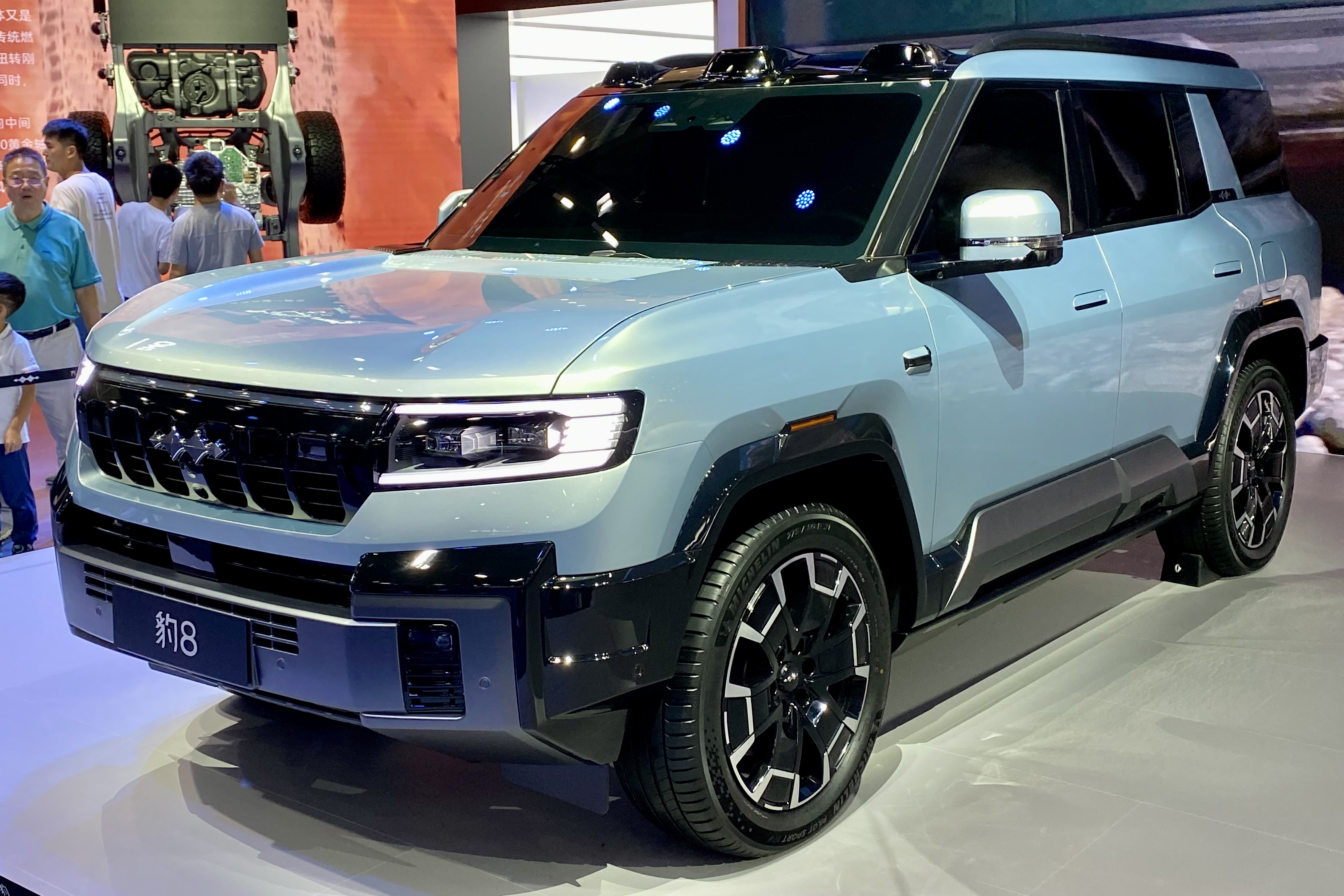
Fangchengbao Bao 8

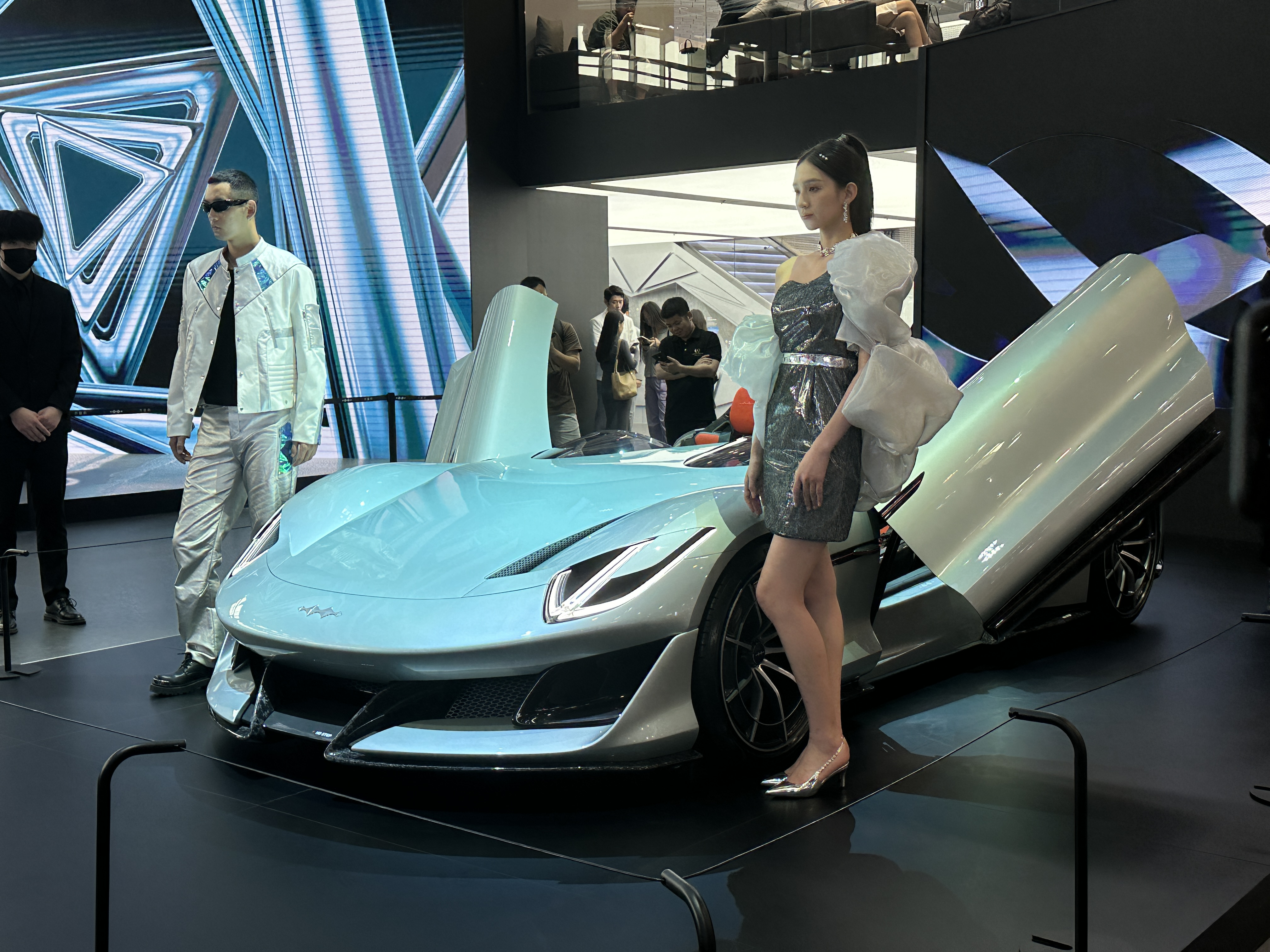
Fangchengbao Super 9

Fangchengbao (chiń. upr. 方程豹) – chiński producent hybrydowych samochodów osobowych, z siedzibą w Shenzhen, działający od 2023 roku. Należy do chińskiego koncernu BYD Auto.

## Historia

### Początki
W 2023 roku chiński koncern BYD Auto zdecydował się poszerzyć swoje portfolio o dwie nowe marki, najpierw w styczniu tego roku tworząc filię awangardowych i zaawansowanych technicznie samochodów Yangwang, a w czerwcu zapowiadając plany wprowadzenia na rynek kolejnej, Fangchengbao - tym razmem skoncentrwanej na hybrydowych SUV-ach. Nazwa firmy wywodzi się z języka języku chińskiego, opierając się na łacińskiej transkrypcji słów fang cheng bao. W wolnym tłumaczeniu, oznaczają one "równanie lamparta". W myśl tej koncepcji, także i logo firmowe odnosi się do równania matematycznego.
W sierpniu 2023 odbyła się premiera pierwszego samochodu firmy w postaci Fangchengbao Bao 5, jednocześnie zapowiadając dalsze plany modelowe. Podczas sierpniowego wydarzenia inauguracyjnego przedstawiono prototyp flagowego, pełnowymiarowego SUV-a Super 8 mającego docelowo wzbogacić ofertę w kolejnym roku. Produkcja Bao 5 ruszyła we wrześniu, oficjalny debiut rynkowy z ograniczeniem do wewnętrznego rynku chińskiego miał miejsce dwa miesiące później - w listopadzie 2023. W ciągu 3 dni od uruchomienia sprzedaży producent przekazał, że zebrał na hybrydowego SUV-a 10 tysięcy zamówień.

### Rozwój oferty
W kwietniu 2024 podczas międzynarodowych targów samochodowych w Pekinie Fangchengbao przedstawiło rozbudowane plany wobec rozwoju swojej oferty. Zaprezentowano drugi seryjny model w postaci flagowego Bao 8, a także studium trzeciego, mniejszego modelu o nazwie Super 3 i demonstracyjny prototyp samochodu sportowego Super 9. Podczas konferencji prasowej na pekińskiej wystawie, prezes Xiong Tianbo potwierdził sukces rynkowy filii, która w ciągu pierwszego półrocza operacji sprzedała 20 tysięcy samochodów w Chinach. W czerwcu 2024 firma przedstawiła kolejną seryjną iterację wcześniej pokazanego prototypu, tym razem pod postacią najmniejszego i najtańszego produktu w gamie - średniej wielkości Bao 3.

## Modele samochodów

### Obecnie produkowane
- Bao 3
- Bao 5
- Bao 8

### Studyjne
- Fangchengbao Super 8 (2023)
- Fangchengbao Super 3 (2024)
- Fangchengbao Super 9 (2024)